# Le muse a Los Angeles
Le muse a Los Angeles è un saggio di Alberto Arbasino. Secondo il suo personalissimo stile Arbasino compone una specie di guida ai musei d'arte di Los Angeles.

## Edizioni
- Alberto Arbasino, Le muse a Los Angeles, Adelphi, 2000, ISBN 88-459-1511-5.